# थ
Cette page contient des caractères spéciaux ou non latins. S’ils s’affichent mal (▯, ?, etc.), consultez la page d’aide Unicode.
थ, appelé tha et transcrit th, est une consonne de l’alphasyllabaire devanagari.

## Représentations informatiques
Ses Unicode sont :
| formes | représentations | chaînes de caractères | points de code | descriptions                                     |
| ------ | --------------- | --------------------- | -------------- | ------------------------------------------------ |
| pleine | थ               | थ                     | U+0925         | lettre devanagari tha                            |
| morte  | थ्               | थ◌्                    | U+0925 U+094D  | lettre devanagari tha, symbole devanagari virama |